# Kaley Cuoco
Kaley Christine Cuoco (født 30. november 1985) er en amerikansk film- og tv-skuespillerinde. Hun er kendt for sine roller i tv-serierne Fingrene væk fra min teenagedatter, Heksene fra Warren Manor og som Penny i The Big Bang Theory

## Tidlige liv
Cuoco blev født i Camarillo, California. Hendes forældre er Gary Carmine Cuoco og Layne Ann Wingate. Hun har en yngre søster, Briana. Kaley blev hjemmeundervist og fik sit High School diploma som 16-årig. Hun fik tv-debut som 6-årig i 1992 i tv-filmen "Quicksand: No Escape".